# Ingolf Volker Hertel

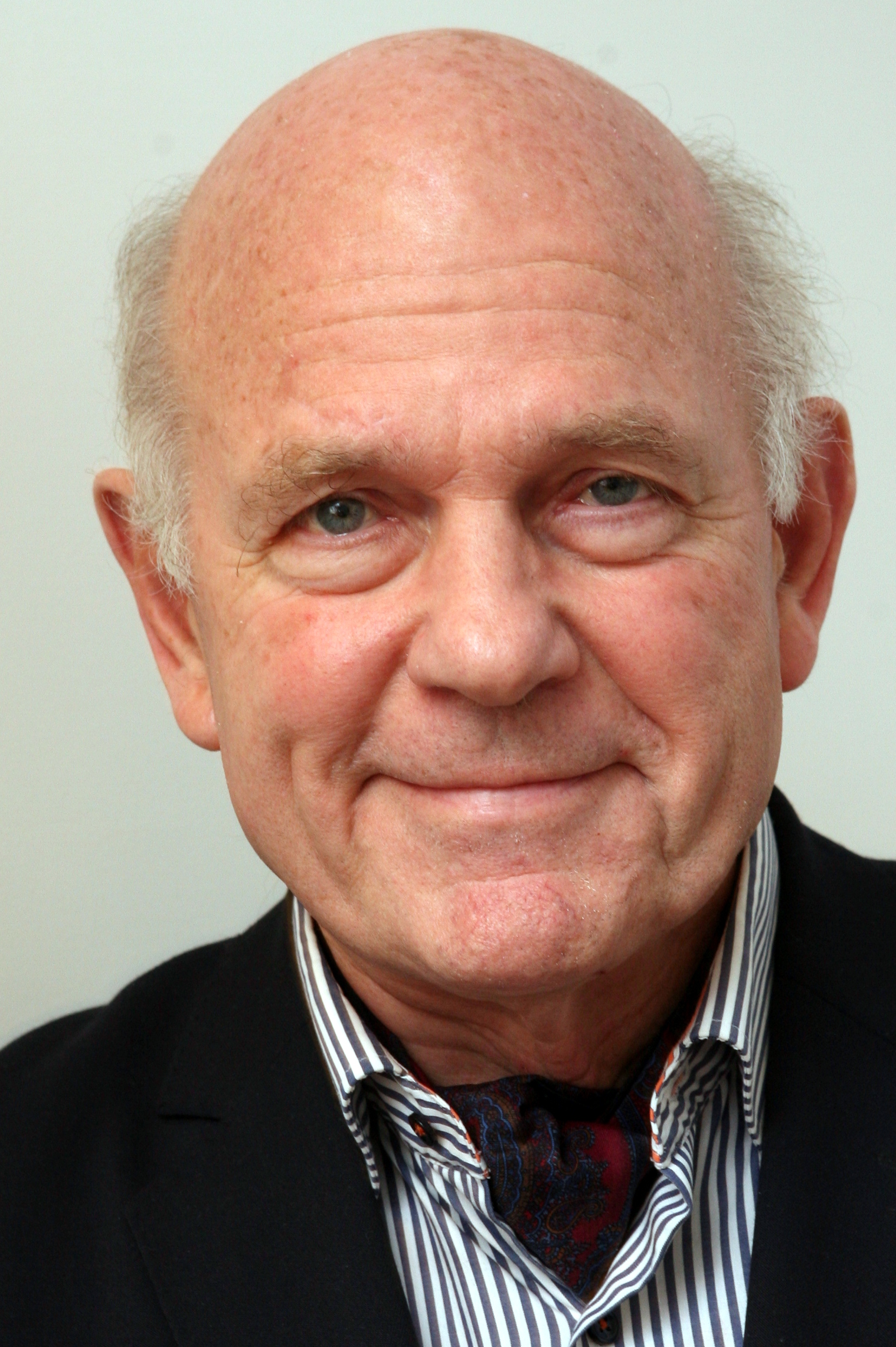
Ingolf Hertel (2017)

Ingolf Volker Hertel (* 9. Juni 1941 in Dresden) ist ein deutscher Physiker und Hochschullehrer.

## Leben und Wirken
Hertel wuchs in Dresden und Freiburg auf. Seine Familie siedelte 1951 von Dresden nach Freiburg um. Nach der mittleren Reife 1957 begann er eine Lehre als Physiklaborant. Von 1960 bis 1963 absolvierte er in Lübeck eine Ingenieursausbildung. Von 1963 bis 1967 studierte er Physik an der Albert-Ludwigs-Universität Freiburg, 1969 wurde er dort zum Dr. rer. nat. promoviert.
Nach einem Jahr als Assistent an der Universität Mainz wechselte er an die neu gegründete Universität Trier-Kaiserslautern, zuerst als Wissenschaftlicher Rat und Professor (H2), ab 1971 auch als zweiter Dekan des Fachbereichs Physik. 1975 wurde er daselbst auf eine H3-Stelle Abteilungsleiter und Professor berufen. 1978 folgte er erst dem Ruf auf eine ordentliche Professur für Experimentalphysik an der Freien Universität Berlin und kehrte als Ordinarius für Experimentalphysik 1986 bis 1993 an die Albert-Ludwigs-Universität Freiburg zurück.
Im Mai 1992 wurde er einer von drei Gründungsdirektoren des neuen Max-Born-Instituts (MBI) in Berlin-Adlershof. 1993 erhielt er im Rahmen der Kooperationsvereinbarungen des MBI eine Universitätsprofessur am Fachbereich Physik der Freien Universität Berlin.
Von 1994 bis 2000 war er auch Mitglied des Aufsichtsrates der WISTA Management GmbH sowie von 1992 bis 2009 Sprecher der außeruniversitären Forschungseinrichtungen in Adlershof (IGAFA). Seit 2009 ist er Ehrenvorsitzender der IGAFA.
Von 1995 bis 1998 war Hertel der erste Präsident der Wissenschaftsgemeinschaft Gottfried Wilhelm Leibniz. Von Oktober 1998 bis Januar 2000 diente er als Staatssekretär in der Senatsverwaltung für Wissenschaft, Forschung und Kultur des Landes Berlin. Des Weiteren war und ist er in zahlreichen ehrenamtlichen Gremien von Preisen und gemeinnützigen Organisationen tätig.
Im Juli 2009 wurde bekannt gegeben, dass an der Humboldt-Universität zu Berlin für Hertel eine „Heraeus-Seniorprofessur für die Weiterentwicklung der Lehrerausbildung im Fach Physik“ eingerichtet wird.
Hertel ist verheiratet und hat vier Kinder.
Sein wissenschaftliches Fachgebiet ist die Ultrakurzzeitphysik.

## Auszeichnungen und Ehrungen
- Seit 1997 Mitglied der Berlin-Brandenburgischen Akademie der Wissenschaften
- Seit 2001 Honorarprofessor an der Universität Potsdam
- 2004 Verdienstkreuz 1. Klasse.[2]
- Seit 2018 Honorarprofessor an der Humboldt-Universität zu Berlin[3]
- 2018 Ehrenmitglied im Kuratorium des Magnus-Hauses
- 2018 DPG-Ehrennadel

## Publikationen
- I. V. Hertel; Electron Scattering by Laser Excited Atoms in Well Defined States in Atomic Physics 4, G. Z. Putlitz, Weber, and Winnacker eds. (Plenum, New York, 1974) Vol. 4, 381-96.
- W. Stoll and I. V. Hertel; Collision Experiments with Laser Excited Atoms in Cross Beams, Adv. Atom. Mol. Phys. 13 (1978) 113-228.
- I. V. Hertel; Collisional Energy Transfer Spectroscopy with Laser-Excited Atoms in Crossed Atom Beams: A New Method for Investigating the Quenching of Electronically Excit Atoms by Molecules, in The Excited State Chemical Physics, Part 2, J. W. Mcgowan ed. (John Wiley, New York, 1981) 341-98
- Die Trilogie: "Collisional Alignment and Orientation of Atomic Outer Shells I-III" mit N. Andersen, K. Bartschat, J. T. Broad, E. E. B. Campbell and J. W. Gallagher. Phys. Rep. 165 (1988) 1-188; 279 (1997) 251-398 und 278 (1997) 107-290.
- E. E. B. Campbell, G. Ulmer and I. V. Hertel; Delayed ionization of C60 and C70; Phys. Rev. Lett. 67 (1991) 1986-88.
- I. V. Hertel, C. Hüglin, C. Nitsch and C. P. Schulz; Photoionisation of Na(NH3)n and Na(H2O)n clusters: a step towards the liquid phase? Phys. Rev. Lett. 67 (1991) 1767-70.
- T. Lill, F. Lacher, H.-G. Busmann and I. V. Hertel; Fusion and Rainbow Scattering of C60+ on Crystalline Fullerite Films, Phys. Rev. Lett. 71 (1993) 3383- 6.
- I. V. Hertel, H. Steger, J. Devries, B. Weisser, C. Menzel, B. Kamke and W. Kamke; Giant Plasmon Excitation in C60 and C70 Studied by Photoionization; Phys. Rev. Lett. 68 (1991) 784-7
- O. Kittelmann, J. Ringling, A. Nazarkin, G. Korn and I. V. Hertel; Direct Observation of Coherent Medium Response under the Condition of Two-Photon Excitation of Krypton by Femtosecond UV-Laser Pulses; Phys. Rev. Lett. 76 (1996) 2682-5.
- V. Stert, W. Radloff, T. Freudenberg, F. Noack, I. V. Hertel, C. Jouvet, C. Dedonder-Lardeux and D. Solgadi; Femtosecond time-resolved photoelectron spectra of ammonia molecules and clusters; Europhys. Lett. 40 (1997) 515-20.
- E. E. B. Campbell, K. Hansen, K. Hoffmann, G. Korn, M. Tchaplyguine and I. V. Hertel; From above threshold ionization to statistical electron emission: The laser pulse duration dependence of C60 photoelectron spectra; Phys. Rev. Lett. 84 (2000) 2128-31
- I. V. Hertel: Blühende Landschaften – Wie die Wissenschaft vereinigt wurde. Edoc Berlin – Brandenburgische Akademie der Wissenschaften, Berlin 2024.

## Belege
1. ↑  Mitteilung der Humboldt-Universität zu Berlin, 14. Juli 2009
2. ↑  Mitteilung des IdW, 12. Februar 2004
3. ↑  Humboldt Universität zu Berlin: Ingolf V. Hertel erhält Honorarprofessur — Presseportal. Abgerufen am 30. Oktober 2019.

| Personendaten    | Personendaten                       |
| ---------------- | ----------------------------------- |
| NAME             | Hertel, Ingolf Volker               |
| KURZBESCHREIBUNG | deutscher Physiker, Hochschullehrer |
| GEBURTSDATUM     | 9. Juni 1941                        |
| GEBURTSORT       | Dresden                             |